# Amauronematus viduatus
Amauronematus viduatus är en stekelart som först beskrevs av Zetterstedt 1838.  Amauronematus viduatus ingår i släktet Amauronematus, och familjen bladsteklar. Arten är reproducerande i Sverige.